# Enchule
Enchule è un singolo del cantante portoricano Rauw Alejandro, pubblicato il 18 settembre 2020.

## Tracce
1. Enchule – 3:03

## Classifiche
| Classifica (2020) | Posizione massima |
| ----------------- | ----------------- |
| Perù              | 47                |